# Precursor (paraquedista)

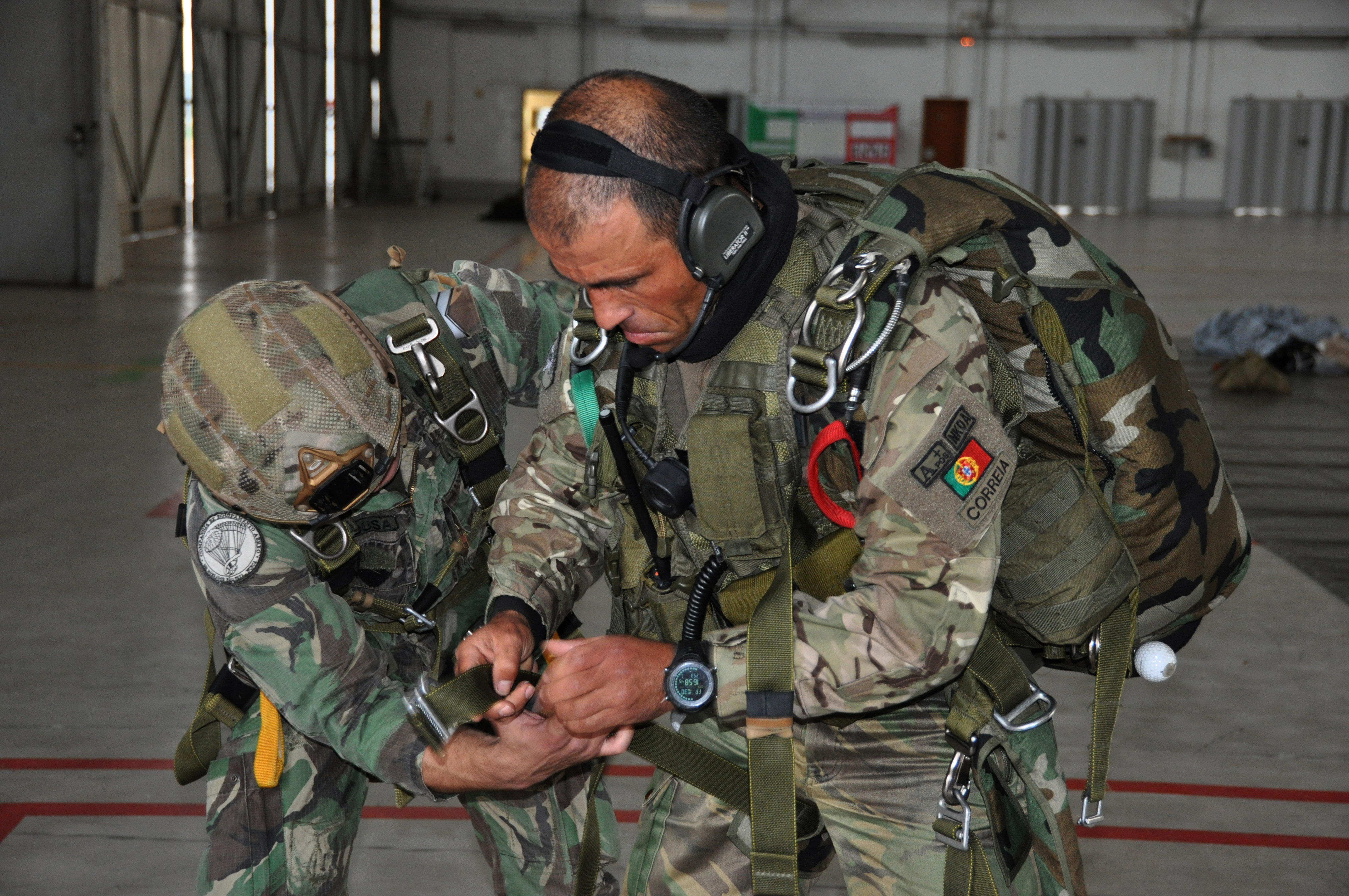
Saltador Operacional de Grande Altitude (SOGA) da Companhia de Precursores Aeroterrestres (Exército Português).

Em organizações militares, um Precursor (também conhecido por Precursor Aeroterrestre ou pela abreviatura Prec) é um paraquedista especializado na infiltração por via aérea de um local, antes do lançamento da força principal, com o objetivo de configurar e operar zonas de lançamento, de abastecimento aéreo ou de aterragem de helicópteros, de forma a orientar e auxiliar a sua execução.
Os precursores foram criados na Segunda Guerra Mundial, onde serviram com distinção e continuam a desempenhar um papel importante nas forças armadas atuais, possibilitando a opção de emprego com flexibilidade dos recursos aéreos disponíveis.

## História

### Reino Unido

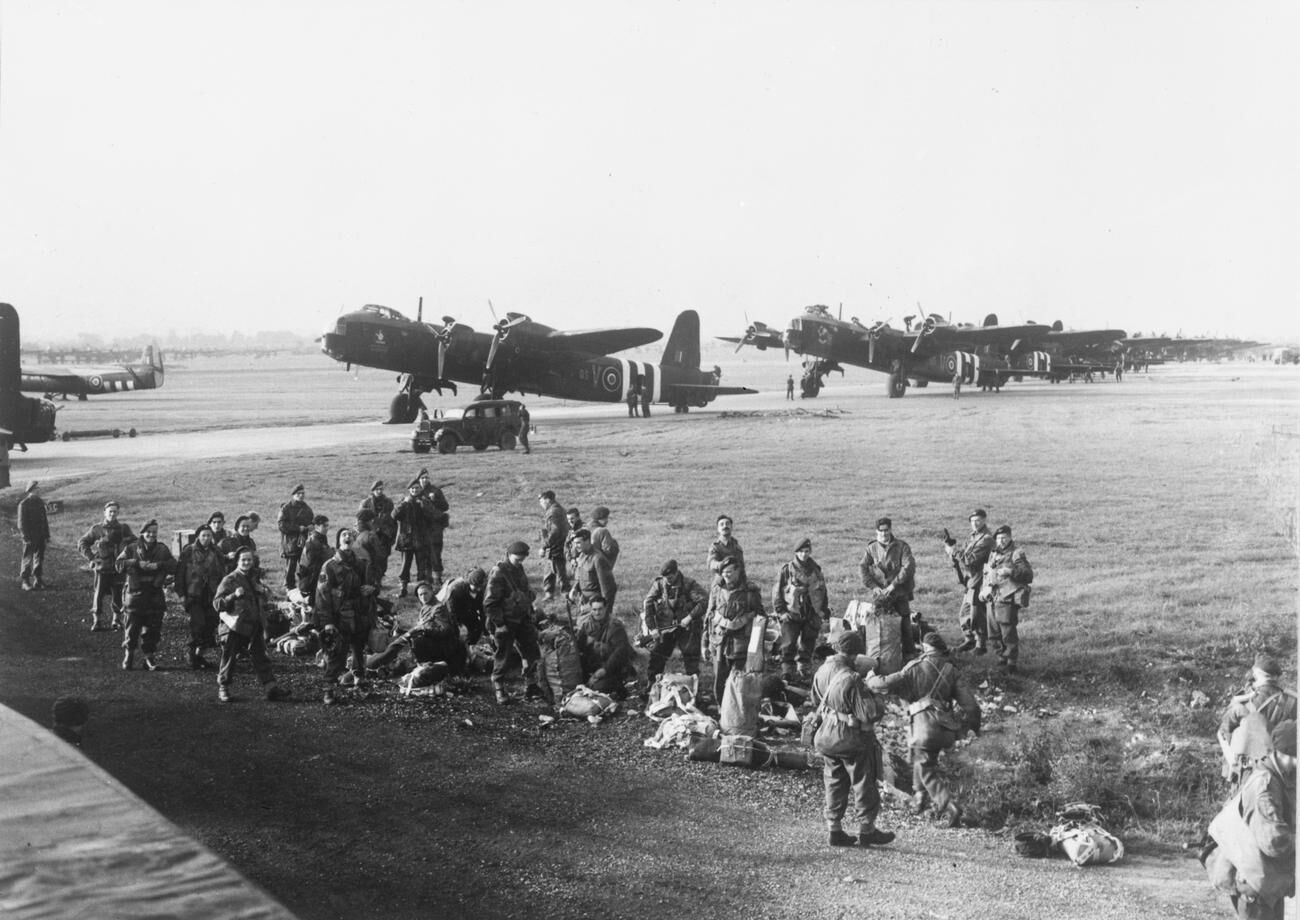
Paraquedistas do 3º Pelotão, 21ª Companhia Independente de Paraquedistas, reúnem-se na RAF Fairford, Gloucestershire, em preparação para a Operação Market Garden, em setembro de 1944.

Durante a Segunda Guerra Mundial, pequenos grupos de paraquedistas foram formados e organizados em unidades de precursores, para saltar antes da força principal. As suas tarefas eram a de marcar as zonas de lançamento (ZL), posicionar transmissores de rádio para guiar as aeronaves que carregavam a força principal e assegurar a proteção da área quando a força principal chegasse. As unidades foram organizadas em duas companhias para trabalhar com as duas Divisões Aerotransportadas britânicas, criadas durante a guerra, a 1ª e a 6ª.
A 21ª Companhia Independente de Paraquedistas foi formada em junho de 1942 e tornou-se parte da 1ª Divisão Aerotransportada, então comandada pelo Major General Frederick Arthur Montague "Boy" Browning, considerado o "pai" das forças aéreas do Exército Britânico. A 22ª Companhia Independente de Paraquedistas foi criada em maio de 1943 e fazia parte da 6ª Divisão Aerotransportada, sob o comando do Major-General Richard Nelson "Windy" Gale .

### Estados Unidos da América

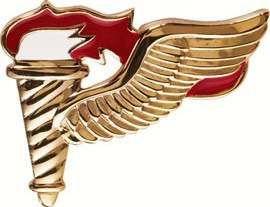
Insígnia americana de Precursor.

Durante a Segunda Guerra Mundial, os precursores foram selecionados a partir de voluntários dentro das unidades paraquedistas, que tinham sido especialmente treinados para operar como auxiliares de navegação, para guiar a força principal para as zonas de lançamento. As patrulhas de precursores eram compostas por grupos de oito a doze paraquedistas, juntamente com seis elementos de segurança, cujo trabalho era defender os precs enquanto estes instalavam os equipamentos. As patrulhas de precursores saltavam cerca de trinta minutos antes da força principal, com o objetivo de localizar as zonas de lançamento previamente designadas e estabelecer guias visuais e de rádio para a força principal, a fim de melhorar a precisão do lançamento. Esses auxílios à navegação incluíam sinalizadores de bússola, painéis de cor, conjuntos de radares "Eureka" e fumos de cor. Quando saltavam, os precursores encontravam muitas vezes menor resistência do que os aviões seguintes, simplesmente, porque tinham o elemento de surpresa. Depois da força principal saltar, os precursores juntavam-se às unidades originais e combatiam como infantaria paraquedista padrão.

#### Segunda Guerra Mundial

##### As primeiras operações
Nas duas primeiras campanhas aéreas dos EUA, os lançamentos no norte da África ( Operação Tocha ) e Sicília ( Operação Husky ) não foram utilizados precursores. O salto para o norte da África, composto por homens do 509º Batalhão de Infantaria de Paraquedista (509º PIB), resultou na sua dispersão em lugares como Argélia, Gibraltar e Marrocos, devido a mau tempo. A próxima grande operação aérea ocorreu na Invasão da Sicília em julho de 1943. Muitos dos mesmos problemas repetiram-se, uma vez que os paraquedistas ficaram espalhados a mais de 100 quilómetros das suas zonas de queda, devido aos ventos fortes e à fraca navegação. Alguns dos paraquedistas aterraram tão longe do objetivo, que levaram semanas para regressarem às linhas amigas.

##### Normandia

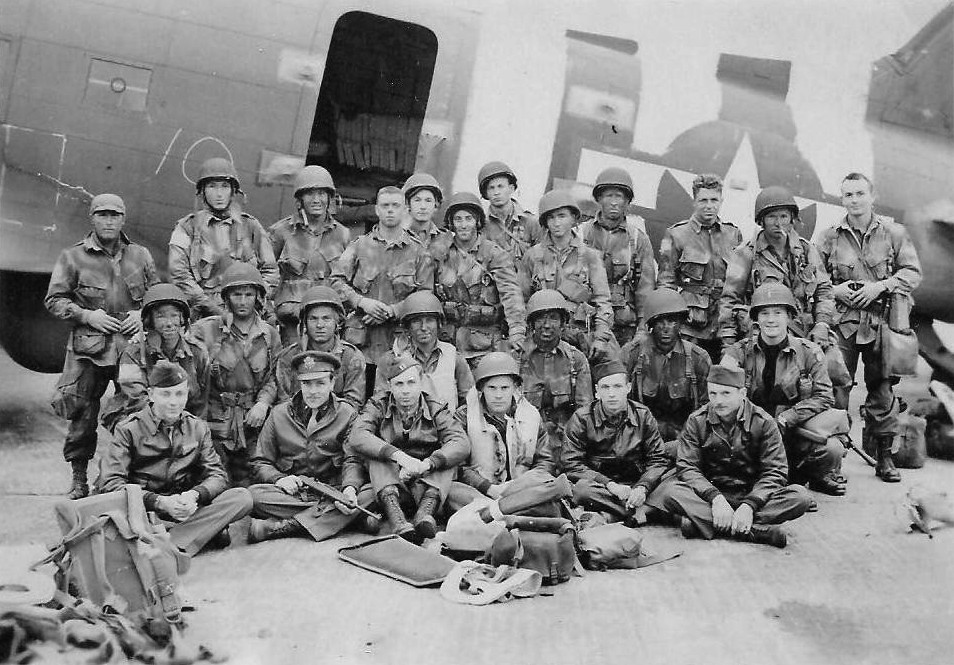
Precursores do Exército dos EUA e tripulação do C-47 Skytrain, pouco antes do Dia D, em junho de 1944.

Em 6 de junho de 1944, no início dos desembarques do Dia D da Operação Overlord, os precursores que participaram no assalto à Normandia, França, foram treinados na Escola de Precursores da RAF North Witham.
Às 21:30 horas do dia 5 de junho, cerca de 200 precursores começaram a levantar voo de North Witham, para a Península de Cotentin, em 20 aeronaves C-47 do 9º Grupo de Precursores. Eles começaram a saltar às 00:15 horas do dia 6 de junho, para preparar as zonas de lançamento para as 82ª e 101ª Divisões Aerotransportadas. Estes paraquedistas foram as primeiras tropas americanas a alcançar o território francês no dia D. No entanto, as aeronaves ficaram dispersas por nuvens baixas e fogo antiaéreo. Muitos nunca encontraram as suas zonas de lançamento. Algumas das zonas de desembarque foram muito defendidas, outras, foram mesmo inundadas.
As nuvens baixas e o fogo antiaéreo intenso fizeram com que as patrulhas dos precursores fossem desviadas do curso, com apenas uma delas a aterrar no local correto (Ambrose, p. 196). Os seus sinalizadores de radar funcionaram de maneira um tanto eficaz. Mesmo que os precursores montassem os seus equipamentos fora do curso, muitas das patrulhas de paraquedistas seguintes aterraram agrupados, perto desses faróis.
No entanto, as luzes revelaram-se ineficazes, uma vez que a maioria não foi montada, devido às nuvens e erros dos precursores. Embora o mau tempo e intenso fogo antiaéreo tenham reduzido a eficácia das equipas de precursores no Dia D, a largada de paraquedistas, no geral, foi um sucesso. Isto porque o desvio e dispersão das tropas enganaram o Alto Comando Alemão e, como aconteceu na Sicília, convenceram-se de que estaria envolvida uma força de paraquedistas muito maior do que na realidade.

## Precursores modernos
Os precursores ainda existem em várias forças armadas em todo o mundo. Geralmente, são militares paraquedistas com um elevado grau de experiência, e as suas unidades constituem o nível máximo de proficiência técnica em paraquedismo militar, possuindo habitualmente a capacidade de executar saltos HAHO e HALO.

### Brasil
O Brasil possui uma companhia de precursores (Companhia de Precursores Paraquedistas) como parte da Brigada de Infantaria Paraquedista. Essa unidade é encarregada da execução de missões comuns a esse tipo de força, mas geralmente opera como um grupo de forças especiais, em operações secretas de captura de informação, ação direta e guerra contra-guerrilha. Membros desta companhia participam em muitas operações em zonas de alto risco, como Rio de Janeiro, Haiti e Congo. O treino dos precursores brasileiros dura seis meses, sendo um dos mais difíceis do Brasil, com uma média de 10 aprovados.

### Portugal
A Companhia de Precursores Aeroterrestres é uma unidade de paraquedistas de reconhecimento especial do Exército Português, enquadrada no Batalhão Operacional Aeroterrestre da Brigada de Reação Rápida. Aquartelada no Regimento de Paraquedistas (Tancos), os seus membros são conhecidos como Precs.
A principal missão dos Precs é a realização de infiltrações verticais de alta altitude, no âmbito das operações aéreas, através do uso das técnicas HAHO e HALO, a fim de fazer o reconhecimento das zonas de lançamento dos Batalhões de Infantaria Paraquedista.